# Kiera King
Kiera King (Wisconsin; 18 de agosto de 1986) es una actriz pornográfica estadounidense.

## Biografía
Nació en agosto de 1986 en el estado de Wisconsin, en una familia con ascendencia alemana e italiana. Cuando trabajaba en un club de estriptis como bailarina, fue descubierta por un productor pornográfico que la invitó a probar en la industria.
Kiera King contactó con un agente pornográfico y acabó entrando en el mundo del cine X en 2009. Una semana después de entrar, grababa su primera escena para la productora Vivid.
Ha trabajado para estudios como Evil Angel, New Sensations, Private, Zero Tolerance, Penthouse, Diabolic Video, Adam & Eve o Naughty America, entre otros.
Su primera escena de sexo anal fue en la película Black Listed.
En 2013 estuvo nominada en los Premios XBIZ a Mejor actriz de reparto por su trabajo en la parodia porno Grease XXX.
Algunas películas de su filmografía son Abominable Black Man 13, Anal Honeys, Barefoot Maniacs 8, Double Vision, Lesbo Pool Party 2, Mesmerized, Panty Hoes 8, Rush o She's Gonna Blow P.O.V. 2.
Se retiró en 2016, habiendo grabado más de 240 películas como actriz.

## Premios y nominaciones
| Año  | Ceremonia    | Resultado | Premio                  | Trabajo    |
| ---- | ------------ | --------- | ----------------------- | ---------- |
| 2013 | Sex Awards   | Nominada  | Mejor cuerpo porno      | —          |
| 2013 | Premios XBIZ | Nominada  | Mejor actriz de reparto | Grease XXX |